# Streptomyces clavuligerus
Streptomyces clavuligerus é uma bactéria Gram-positiva que produz ácido clavulânico.
O Streptomyces clavuligerus não é capaz de usar glicose como fonte de carbono por não ter o sistema de transporte de glicose.